# Соризо
Соризо (итал. Soriso) је насеље у Италији у округу Новара, региону Пијемонт.
Према процени из 2011. у насељу је живело 704 становника. Насеље се налази на надморској висини од 442 м.

## Становништво
Према резултатима пописа становништва 2011. у општини је живело 781 становника.
| 1931. | 1936. | 1951. | 1961. | 1971. | 1981. | 1991. | 2001. | 2011. |
| ----- | ----- | ----- | ----- | ----- | ----- | ----- | ----- | ----- |
| 956   | 932   | 864   | 886   | 788   | 725   | 767   | 730   | 781   |